# Limbach
Limbach es un municipio situado en el distrito de Vogtland, en el estado federado de Sajonia (Alemania), a una altitud de 350 metros. Su población a finales de 2016 era de unos 1460 habitantes y su densidad poblacional, 100 hab/km².
Se encuentra junto a la frontera con el estado de Turingia.